# Faris Ramli
Faris Ramli (Singapur; 24 de agosto de 1992) es un futbolista de Singapur que juega en las posiciones de [{extremo (fútbol)|extremo]] y mediapunta con el Tampines Rovers de la Liga Premier de Singapur desde el año 2023. Es hermano del también futbolista Fuad Ramli.

## Carrera

### Club
| Periodo   | Club                 |
| --------- | -------------------- |
| 2010–2012 | Young Lions FC       |
| 2013–2015 | LionsXII             |
| 2016–2017 | Home United          |
| 2018      | PKNS FC              |
| 2019      | Perlis FA            |
| 2019      | Hougang United FC    |
| 2020      | Terengganu FA        |
| 2021–2022 | Lion City Sailors FC |
| 2023–     | Tampines Rovers FC   |

### Selección nacional
A nivel de selecciones menores representó a Singapur en la categoría sub-23 en 13 ocasiones de 2011 a 2015 y anotó cuatro goles. Faris debutó con Singapur el 9 de septiembre de 2014 en un partido amistoso ante Hong Kong. Su primer gol internacional lo anotó el 17 de noviembre de 2014 ante Camboya en el Yishun Stadium.
En el Campeonato de la AFF 2020 Faris falló un penal y anotó un gol en la derrota ante Indonesia en las semifinales. El 26 de marzo de 2023 Faris llegó a 75 partidos con Singapur ante Macao en el Estádio Campo Desportivo.
En marzo de 2024 Faris anotó el 21 de marzo de 2024 por la clasificación de AFC para la Copa Mundial de Fútbol de 2026 ante China a los 8 segundos después de que China anotara el primer gol.

## Logros

### Club
- Malaysia Super League: 2013
- FA Cup Malaysia: 2015
- Singapore Premier League: 2021
- Singapore Community Shield: 2022

### Individual
- Mejor asiático de la Malaysia Super League: 2018
- Futbolista del año de la Singapore Premier League: 2019[8]
- Equipo ideal de la Singapore Premier League: 2019
- Futbolista del mes de la Singapore Premier League: Febrero/Marzo 2023